# 弗勒西內特鄉
44°16′N 26°52′E / 44.267°N 26.867°E
弗勒西內特鄉（羅馬尼亞語：Comuna Frăsinet, Călărași），是羅馬尼亞的鄉份，位於該國南部，由克勒拉希縣負責管轄，面積110平方公里，海拔高度18米，2007年人口1,799，人口密度每平方公里16人。